# Michael Berrer
Michael Berrer (Stuttgart, 1 juli 1980) is een Duits tennisspeler en deel van het Duitse Davis Cup-team.

## Palmares
| Legenda                       | Legenda               |
| ----------------------------- | --------------------- |
| Grand Slam                    |                       |
| Olympische Spelen             |                       |
| tot 2009                      | vanaf 2009            |
| Tennis Masters Cup            | ATP Finals            |
| ATP Masters Series            | ATP Tour Masters 1000 |
| ATP International Series Gold | ATP Tour 500          |
| ATP International Series      | ATP Tour 250          |

### Enkelspel
| Nr.                  | Datum            | Toernooi                | Ondergrond    | Tegenstander in finale | Score            | Details |
| -------------------- | ---------------- | ----------------------- | ------------- | ---------------------- | ---------------- | ------- |
| Verloren ATP-finales |                  |                         |               |                        |                  |         |
| 1.                   | 7 februari 2010  | ATP-toernooi van Zagreb | Hardcourt     | Marin Čilić            | 4-6, 7-6, 3-6    | Details |
| Gewonnen challengers |                  |                         |               |                        |                  |         |
| 1.                   | 7 augustus 2005  | Segovia                 |               |                        |                  |         |
| 2.                   | 13 november 2005 | Eckental                |               |                        |                  |         |
| 3.                   | 19 november 2006 | Helsinki                |               |                        |                  |         |
| 4.                   | 28 januari 2007  | Heilbronn               |               |                        |                  |         |
| 5.                   | 8 februari 2009  | Wrocław                 |               |                        |                  |         |
| 6.                   | 22 november 2009 | Bratislava              |               |                        |                  |         |
| 7.                   | 6 december 2009  | Salzburg                | Hardcourt (i) | Jarkko Nieminen        | 6-7(4), 6-4, 6-4 |         |

### Dubbelspel
| Nr.              | Datum             | Toernooi                 | Ondergrond | Partner          | Tegenstanders in finale               | Score            | Details |
| ---------------- | ----------------- | ------------------------ | ---------- | ---------------- | ------------------------------------- | ---------------- | ------- |
| Gewonnen Finales |                   |                          |            |                  |                                       |                  |         |
| 1.               | 4 mei 2008        | ATP-toernooi van München | Gravel     | Rainer Schüttler | Scott Lipsky David Martin             | 7-5, 3-6, [10-8] | Details |
| Verloren Finales |                   |                          |            |                  |                                       |                  |         |
| 1.               | 17 september 2010 | ATP Peking               | Hardcourt  | Kenneth Carlsen  | Mario Ancic Mahesh Bhupathi           | 4-6, 3-6         | Details |
| 2.               | 13 juli 2008      | ATP Stuttgart            | Gravel     | Mischa Zverev    | Christopher Kas Philipp Kohlschreiber | 3-6, 4-6         | Details |

## Prestatietabellen
| Legenda | Legenda                          |
| ------- | -------------------------------- |
| g.t.    | geen toernooi gehouden           |
| l.c.    | lagere categorie                 |
| –       | niet deelgenomen                 |
| G       | uitgeschakeld in de groepsfase   |
| 1R      | uitgeschakeld in de eerste ronde |
| 2R      | uitgeschakeld in de tweede ronde |
| 3R      | uitgeschakeld in de derde ronde  |
| 4R      | uitgeschakeld in de vierde ronde |
| KF      | uitgeschakeld in de kwartfinale  |
| HF      | uitgeschakeld in de halve finale |
| F       | de finale verloren               |
| W       | het toernooi gewonnen            |
| w-v     | winst/verlies-balans             |

### Prestatietabel enkelspel
Deze gegevens zijn bijgewerkt tot en met 20 augustus 2010
| Grandslamtoernooien   |                   |                   |                   |      |       |       |      |      |      |      |        |
| Australian Open       | –                 | 1R                | 2R                | 2R   | 2R    | 2R    | –    | 2R   | –    | –    | 4-6    |
| Roland Garros         | –                 | –                 | 1R                | –    | 1R    | 3R    | 2R   | –    | 1R   |      | 3-5    |
| Wimbledon             | 1R                | 2R                | 1R                | –    | 1R    | 1R    | –    | –    | 1R   |      | 1-6    |
| US Open               | 1R                | 2R                | 1R                | 1R   | 1R    | 1R    | –    | –    | 1R   |      | 1-7    |
| Winst-verlies         | 0-2               | 2–3               | 1-4               | 1-2  | 1-4   | 3-4   | 1-1  | 1-1  | 0-3  | 0-0  | 9-24   |
| ATP World Tour Finals |                   |                   |                   |      |       |       |      |      |      |      |        |
| ATP World Tour Finals | –                 | –                 | –                 | –    | –     | –     | –    | –    | –    | –    | 0-0    |
| ATP Masters 1000      |                   |                   |                   |      |       |       |      |      |      |      |        |
| Indian Wells          | –                 | –                 | 1R                | 2R   | 1R    | 2R    | –    | –    | 3R   | 2R   | 4-5    |
| Miami                 | –                 | –                 | 2R                | –    | 2R    | 1R    | –    | –    | 1R   |      | 2-4    |
| Monte Carlo           | –                 | –                 | –                 | –    | 3R    | –     | –    | –    | –    |      | 2-1    |
| Rome                  | –                 | –                 | –                 | –    | 1R    | –     | –    | –    | –    |      | 0-1    |
| Hamburg               | –                 | –                 | 1R                | l.c. | l.c.  | l.c.  | l.c. | l.c. | l.c. | l.c. | 0-1    |
| Madrid                | –                 | –                 | –                 | –    | –     | –     | –    | –    | –    |      | 0-0    |
| Montréal/Toronto      | –                 | –                 | –                 | –    | 1R    | –     | 1R   | –    | –    |      | 0-2    |
| Cincinnati            | –                 | –                 | –                 | –    | 2R    | –     | –    | –    | –    |      | 1-1    |
| Shanghai              | Geen Masters 1000 | Geen Masters 1000 | Geen Masters 1000 | –    | 1R    | –     | 1R   | –    | –    |      | 0–2    |
| Parijs                | –                 | –                 | –                 | –    | 1R    | –     | –    | –    | –    |      | 0-1    |
| Statistieken          |                   |                   |                   |      |       |       |      |      |      |      |        |
| Totaal aantal titels  | 0                 | 0                 | 0                 | 0    | 0     | 0     | 0    | 0    | 0    | 0    | 0      |
| Totaal winst-verlies  | 4-11              | 13-12             | 8-22              | 5-8  | 20-28 | 17-22 | 5-11 | 3-6  | 6-10 | 2-1  | 86-137 |
| Eindejaarsranking     | 152               | 57                | 131               | 74   | 58    | 100   | 138  | 128  | 115  |      | n.v.t. |

N.B. "g.t." = geen toernooi / "l.c." = lagere categorie / "G" = groepsfase

### Prestatietabel dubbelspel (grand slam)
| Grandslamtoernooien   |     |     |     |     |     |     |    |    |        |
| Australian Open       | –   | –   | –   | –   | –   | –   | 1R | 2R | 1-2    |
| Roland Garros         | –   | –   | –   | –   | –   | –   | –  | 1R | 0-1    |
| Wimbledon             | –   | –   | –   | 2R  | –   | –   | –  | –  | 1-1    |
| US Open               | –   | –   | –   | –   | –   | –   | 1R | –  | 0-1    |
| ATP World Tour Finals |     |     |     |     |     |     |    |    |        |
| ATP World Tour Finals | –   | –   | –   | –   | –   | –   | –  | –  | 0-0    |
| Statistieken          |     |     |     |     |     |     |    |    |        |
| Totaal aantal titels  | 0   | 0   | 0   | 0   | 1   | 0   | 0  |    | 1      |
| Eindejaarsranking     | 283 | 570 | 396 | 222 | 144 | 460 |    |    | n.v.t. |